# Drumul iadului
Drumul iadului (1969) (titlu original Damnation Alley) este titlul unei povestiri din 1967 a lui Roger Zelazny, extinsă ulterior la dimensiunea unui roman. În anul 1977 a fost lansată o ecranizare a romanului.

## Intriga
Atât povestirea cât și romanul încep în California post-apocaliptică, într-o lume devastată de un război nuclear cu decenii în urmă. Câteva state cu regimuri represive s-au ridicat pe ruinele fostelor State Unite ale Americii. Vânturi cu forța unor uragane împiedică orice fel de călătorie aeriană dintr-un stat în altul, iar furtunile violente și imprevizibile au transformat viața într-un mic iad.
Lui Hell Tanner, un ucigaș reținut de poliție, i se oferă grațierea în schimbul unei misiuni aparent suicidale - traversarea "Drumului iadului" de-a latul Americii, de la Los Angeles la Boston - în care trebuie să ducă un vaccin care să oprească epidemia care răvășește coasta estică a Americii.
Celelalte două mașini care îl însoțesc pe Tanner sunt distruse destul de repede, prima de către una dintre miile de creaturi mutante care împânzesc drumul, iar cealaltă de un grup de tornade. În afara acestor pericole, pe drum mai apar și comunități mai mult sau mai puțin organizate, care îl ajută pe erou să meargă mai departe, dar și grupuri războinice care ar face orice ca să distrugă tot ce trece pe acolo.
Din ultima categorie fac parte și găștile de motocicliști care izolează coasta de este de restul Americii. Tanner, un fost motociclist notoriu, reușește să scape de ele folosind armamentul cu care e dotat mașina sa și, când aceasta nu mai face față, folosește motocicleta de la bord și cunoștințele sale legate de lupta între bande rivale.
În cele din urmă, ajunge la timp în Boston, livrând vaccinul. Epidemia este oprită, iar Hell este aclamat ca un erou, dar acest lucru nu îl face să își schimbe vechile obiceiuri, el revenind la fărădelegile obinșuinte și părăsind orașul pentru o destinație necunoscută.

## Ecranizare
În 1977, Jack Smight a realizat o ecranizare bazată vag pe acțiunea romanului. Lui Roger Zelazny i-a plăcut scenariul inițial al lui Lukas Heller, așteptându-se ca aceea să fie versiunea filmată; doar când a vizionat filmul și-a dat seama că scenariul lui Alan Sharp era destul de diferit de cel original. Nu i-a plăcut niciodată filmul și a fost deranjat de el, totuși afirmațiile că ar fi cerut să-i fie eliminat numele din film (și că studioul ar fi refuzat) sunt nefondate. Filmul a fost lansat înainte ca Zelazny să își dea seama că nu-i place.

## Opere înrudite
Romanul Supercablat al lui Walter Jon Williams este un omagiu adus Drumului iadului. Cei doi autori (Zelazny și Williams) aveau să devină ulterior buni prieteni.
Antologia de benzi desenate 2000 AD a realizat o adaptare a povestirii, cu călătoria desfășurată în sens invers, în care Judge Dredd și Spikes Harvey Rotten (cel mai mare punkist în viață) călătoresc prin Pământul Blestemat între Megacity 1 (pe coasta de est a Americii) și Megacity 2 (pe coasta de vest) pentru a livra un vaccin contra virusului 2T(Fru)T. A fost de asemenea subiectul a numeroase încălcări a drepturilor de autor.
Albumul celor de la Hawkwind, Quark, Strangeness and Charm, conține o melodie inspirată de poveste.